# Língua luia

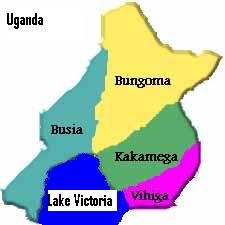
The four traditional districts of Western Province, Kenya.

‎
O luia (também chamado de, luhya luyia e luhia) é um grupo de línguas bantas faladas no oeste do Quênia pelos luias, que habita uma região localizada entre o Lago Victoria em Uganda e o Monte Elgon. O território dos luias abrange Uganda, onde línguas aparentadas como o masaba e o grupo nyole são encontradas.
O Quênia é dividido em oito províncias, e os luias tradicionalmente ocupam a província Ocidental, bem como a província de Rift Valley nos arredores de Kitale. O número dos luias é de aproximadamente 6 000 000 apenas no Quênia, mas pode ser que haja mais de 10 000 000 contando com os luyia de Uganda e Tanzânia. As línguas dos luias são similares na estrutura, mas diferentes entre si de tal forma que nenhuma delas pode ser designada como o dialeto central. Algumas das sub-tribos possuem similaridades com a tribo buganda de Uganda, algumas tendo influencias de línguas de outras tribos como o luo e kalenjin. Há traduções da bíblia nos dialetos de maragoli, wanga e bukuso.
| Grupo étnico | Língua luia | ISO código | Região                   |
| ------------ | ----------- | ---------- | ------------------------ |
| Bukusu       | Lubukusu    | bxk        | Bungoma (Quênia)         |
| Idakho       | Luidakho    | ida        | Kakamega (Quênia)        |
| Ishukha      | Luisukha    | ida        | Kakamega (Quênia)        |
| Kabras       | Lukabarasi  | lkb        | Kakamega (Quênia)        |
| Khayo        | Olukhayo    | lko        | Busia (Quênia)           |
| Kisa         | Olushisa    | lks        | Butere/Mumias (Quênia)   |
| Maragoli     | Lulogooli   | rag        | Vihiga (Quênia)          |
| Marachi      | Olumarachi  | lri        | Busia (Quênia)           |
| Marama       | Olumarama   | lrm        | Butere/Mumias (Quênia)   |
| Nialas       | Lunyala     | nle        | Busia (Quênia)           |
| Nyole        | Olunyole    | nyd        | Vihiga (Quênia)          |
| Samia        | Lusamia     | alsm       | Busia, Kakamega - Uganda |
| Tachoni      | Lutachoni   | lts        | Lugari, Malava (Quênia)  |
| Tiriki       | Lutirichi   | ida        | Vihiga (Quênia)          |
| Tsotso       | Olutsotso   | lto        | Kakamega (Quênia)        |
| Wanga        | Oluwanga    | lwg        | Butere/Mumias (Quênia)   |